# Сибирский государственный технологический университет
Сиби́рский госуда́рственный технологи́ческий университе́т — старейшее высшее учебное заведение Красноярска, существовавшее в 1930—2016 годах. Присоединён к Сибирскому государственному аэрокосмическому университету имени академика М. Ф. Решетнёва, образовав вместе с ним опорный университет — Сибирский государственный университет науки и технологий имени академика М. Ф. Решетнёва.

## История

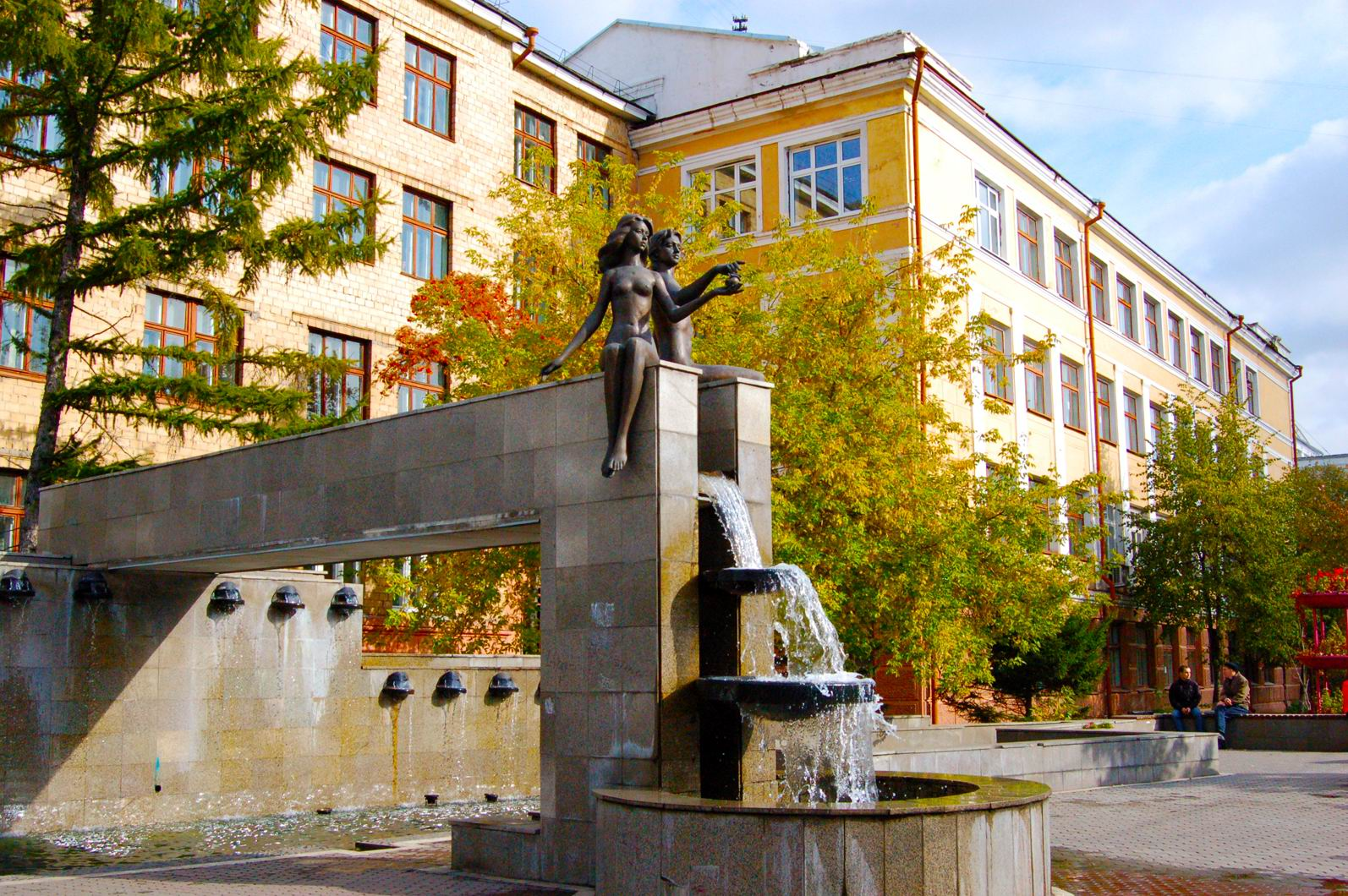
Фонтан «Адам и Ева» перед главным корпусом СибГТУ

Основан в 1930 году как Сибирский лесной институт (на базе лесного факультета Сибирского института сельского хозяйства и лесоводства города Омска).
В 1933 году переименован в Сибирский лесотехнический институт, в 1958 — в Сибирский технологический институт (СТИ).
В 1982 году появился первый филиал института в городе Лесосибирске.
В 90-е годы в состав института был включён Высший колледж информатики, и объединённое учебное заведение в 1994 году переименовали в Красноярскую государственную технологическую академию.
В 1997 году по итогам аттестации вуз получил статус университета и был переименован в Сибирский государственный технологический университет.
Подготовка специалистов велась по шести направлениям подготовки бакалавров и магистров и тридцати двум специальностям на девяти дневных и двух заочных факультетах.
В 2016 году с целью создания в Красноярске опорного университета СибГТУ был реорганизован путём присоединения к Сибирскому государственного аэрокосмическому университету имени академика М. Ф. Решетнёва. 12 мая 2017 года образовал вместе с ним Сибирский государственный университет науки и технологий имени академика М. Ф. Решетнёва.

## Факультеты
- Лесоинженерный
- Автоматизации и информационных технологий  (раньше назывался ФАР)
- Лесохозяйственный
- Механической технологии древесины
- Переработки природных соединений
- Химических технологий (бывший факультет полимерных композиций и топлива, бывший инженерно-химико-технологический факультет)
- Гуманитарный
- Экономический
- Механический
- Довузовской подготовки